# Lauren Maher
Lauren Robinson Maher (Boynton Beach, ...) è un'attrice statunitense, conosciuta per aver interpretato il personaggio di Scarlett nella trilogia di Pirati dei Caraibi.

## Biografia
Nata in Florida, studia recitazione e si laurea in arte teatrale a New York, per poi specializzarsi a Londra al Richmond College.

## Filmografia
- La maledizione della prima luna (2003)
- Pirati dei Caraibi - La maledizione del forziere fantasma (2006)
- Pirati dei Caraibi - Ai confini del mondo (2007)
- Coherence - Oltre lo spazio tempo (2013)